# Paddy Considine
Patrick George "Paddy" Considine, född 5 september 1973 i  Burton-on-Trent i Staffordshire, är en brittisk skådespelare, manusförfattare och regissör.
Paddy Considine fick sitt genombrott som skådespelare i Pawel Pawlikowskis Last Resort (2000) och därefter har han medverkat i en lång rad brittiska produktioner. Mest omskriven har han blivit för rollen i Shane Meadows långfilmsdrama Dead Man's Shoes (2004) där han spelar en hämndlysten broder till en mobbad pojke som blivit trakasserad av ett gäng lokala busar. Considine var även involverad i manusarbetet till filmen. Han har även haft roller i några av Meadows övriga filmer, exempelvis A Room For Romeo Brass (1999) och Le Donk & Scor-zay-zee (2009). År 2022 spelade han i Game of Thrones prequel-serien House of the Dragon.
Considine har även haft biroller i större produktioner som 24 Hour Party People (2002), Cinderella Man (2005) och The Bourne Ultimatum (2007).
Han regidebutuerade 2007 med kortfilmen Dog Altogether och 2011 kom den uppmärksammade och prisbelönta långfilmen Tyrannosaur.
Considine har vunnit två BAFTA Awards, 2008 för Dog Altogether som utsågs till bästa kortfilm och 2012 utsågs hans arbete med Tyrannosaur till bästa debut.

## Privatliv
År 2002 gifte Considine sig med Shelley Insley. Paret har tre barn tillsammans.
Considine berättade 2011 att han, vid 36 års ålder, fick diagnosen Aspergers syndrom.

## Filmografi i urval

### Film
- 1999 – A Room For Romeo Brass
- 2000 – Last Resort
- 2000 – Born Romantic
- 2002 – 24 Hour Party People
- 2002 – Doctor Sleep
- 2002 – Drömmarnas land
- 2002 – My Wrongs 8245-8249 and 117 (kortfilm)
- 2004 – Dead Man's Shoes (skådespelare och manus)
- 2004 – My Summer of Love
- 2004 – Cinderella Man
- 2005 – Stoned
- 2006 – Backwoods
- 2007 – Dog Altogether (kortfilm) (regi och manus)
- 2007 – Hot Fuzz
- 2007 – The Bourne Ultimatum
- 2009 – The Cry of the Owl
- 2009 – Le Donk & Scor-zay-zee
- 2009 – Red Riding: 1980
- 2010 – Submarine
- 2011 – Tyrannosaur (regi och manus)
- 2011 – Blitz
- 2012 – Now Is Good
- 2013 – The World's End
- 2014 – Pride
- 2015 – Macbeth
- 2015 – Child 44
- 2025 – Deep Cover
- 2025 – Heads of State

### TV
- 2020 – The Third Day (TV-serie)
- 2022 – House of the Dragon (TV-serie)
- 2025 – Mobland (TV-serie) – Kevin Harrigan

## Källhänvisningar
1. ↑  Musicbrainz, MetaBrainz Foundation, MusicBrainz artist-ID: 5e9f241c-0cf9-42b7-a2fe-1c454e573b5e.[källa från Wikidata]
2. ↑  Aveleyman.com, läs online.[källa från Wikidata]
3. ↑  Tyrannosaur (på engelska), The Sydney Morning Herald, 18 februari 2012, läs online.[källa från Wikidata]
4. ↑  Paddy Considine's directorial debut features strong performances from Peter Mullan and Olivia Colman (på engelska), The List, 21 september 2011, läs online.[källa från Wikidata]
5. ↑  Issuu, Issuu-ID: brochuresuk/docs/uttox-voice-issue-19.[källa från Wikidata]
6. ↑  läs online, www.listal.com .[källa från Wikidata]
7. ↑  Deviantartkonto: morelikethis/collections/177555279?view_mode=2.[källa från Wikidata]
8. ↑  Deviantartkonto: morelikethis/collections/209722056?view_mode=2.[källa från Wikidata]
9. ↑  ”Paddy Considine tells Patrick Barkham why he's sick of playing aggressive action men” (på engelska). the Guardian. 3 mars 2009. http://www.theguardian.com/film/2009/mar/03/paddy-considine-red-riding. Läst 28 augusti 2022.
10. ↑  Lockyer, Daphne (10 april 2011), ”Paddy Considine: Knowing I have Asperger's is a relief” (på engelska), The Daily Telegraph, https://www.telegraph.co.uk/culture/8440399/Paddy-Considine-Knowing-I-have-Aspergers-is-a-relief.html, läst 22 april 2018
11. ↑  Goodacre, Kate (22 april 2011), ”Paddy Considine reveals Asperger's diagnosis” (på engelska), Digital Spy, http://www.digitalspy.com/showbiz/news/a313837/paddy-considine-reveals-aspergers-diagnosis/, läst 22 april 2018